# Мачий Дол
Мачий Дол (словен. Mačji Dol) — поселення в общині Требнє, регіон Південно-Східна Словенія, Словенія.